# Aa-Broeken
De Aa-broeken vormen een nat kwelgebied in het Brabantse Meierijstad. Het natuurgebied is gelegen tussen de A50 en Veghel op de noordoost-oever van de Aa. Het beslaat ongeveer 60 ha. Er komen veel kruiden voor. De Beekgraaf een zijtak van de Aa stroomt door de Aa-broeken.

## Ontwikkeling tot natuurgebied

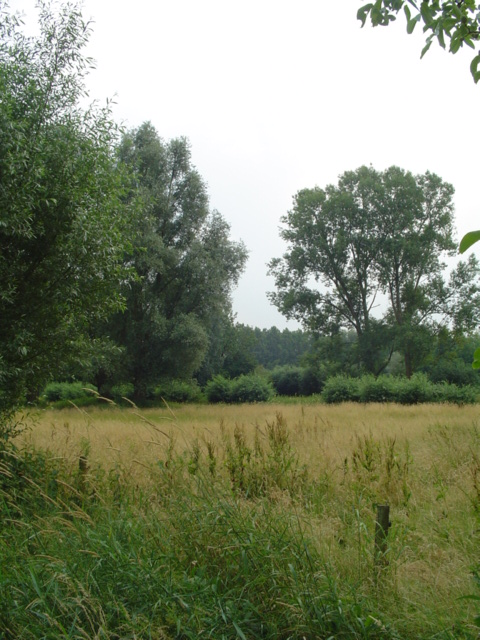
De Aa-broeken: serene rust in het beekdal bij Veghel

De Aa-broeken vormen een relict van het voormalige beekdallandschap van rivier de Aa. Het gebied bestaat uit graslanden, afgewisseld door houtsingels, vochtige loof- en broekbosjes en moeraszones. In het kader van werkvoorziening is er in de jaren 30 een gemeentelijke ijsbaan aangelegd.
De gemeente Veghel heeft momenteel bepaald dat de Aa-broeken een speciaal natuurgebied moeten worden. Met de aankoop van 10 ha. landbouwgrond wordt de aanleg van de A50 in dit gebied gecompenseerd. In het kader van Masterplan de Aa wordt dit gebied ingericht tot natuurlijk bloemrijk grasland, moeras en moerasbos. Met behulp van wandel- en knuppelpaden is het gebied geschikt voor recreatie. Door nathouding van de biotoop in het natuurgebied zal de oorspronkelijke flora en fauna een nieuw kans krijgen. 